# Sergej Bautin
Sergej Viktorovič Bautin (in russo Сергей Викторович Баутин?; Rahačoŭ, 11 marzo 1967 – 31 dicembre 2022) è stato un hockeista su ghiaccio russo, fino al 1991 sovietico.

## Palmarès

### Olimpiadi
- Oro a Albertville 1992 (con la Squadra Unificata).